# 作對
《作對》是林逸欣於2012年8月6日發行的第一張個人專輯唱片，由喜歡音樂唱片公司製作、環球唱片公司(Universal)發行。《作對》專輯從籌劃、收歌、錄製到發行歷時三年的時間。專輯歌曲結合流行音樂與古典音樂的曲風，不同於一般唱片的製作手法，算是讓人耳目一新的一張個人專輯作品。專輯內有多首歌是林逸欣自己作詞、作曲。主打歌為專輯同名歌曲"作對"，配樂部份是林逸欣自己彈奏，有小提琴、鋼琴、古箏、大鼓、電吉他。
發專輯一週，專輯即登上銷售榜第一名。

## 簽唱會活動

### 第一波主打歌曲 『作對』
- 2012年7月29日 16:00 台北捷運西門六號出口快閃活動，身旁有蝙蝠俠熱情支持！[3] (台北西門町)
- 2012年8月12日 Shara林逸欣 首波主打《作對》官方完整版MV大首播 (導演：廖人帥)
- 2012年8月12日 林逸欣-西門町街頭快閃活動[4] (台北西門町)
- 2012年8月19日 13:00 全台簽唱會《台北場》[5] (台北車站前的Kmall廣場)

### 第二波主打歌曲 『公主沒病』
- 2012年8月19日 Shara林逸欣《公主沒病》一鏡到底官方完整版MV大首播 (導演：廖人帥)
- 2012年8月27日 Shara林逸欣《公主沒病》MV一鏡到底8分鐘導演版大公開!!! (Official)  [6] (導演：廖人帥)
  - 林逸欣「公主沒病」MV獨家花絮照[7] (Yahoo!奇摩)
  - Shara林逸欣《公主沒病》MV一鏡到底幕後花絮大公開!!![8]
- 2012年8月31日 林逸欣北京首唱《公主沒病》[9] (Yahoo!奇摩)

### 第三波主打歌曲 『我是個騙子』
- 2012年8月29日 我是個騙子 MV大首播 (導演：廖人帥)
- 2012年9月9日 13:30 全台簽唱會《高雄場》[10] 高雄漢神百貨
- 2012年9月9日 18:30 全台簽唱會《台中場》[11] 台中中友百貨

### 音樂會
- 2012年9月23日「逸欣多用 奇幻音樂會」（台北松山文創園區）

## 曲目列表
| 曲目 | 歌名       | 作詞            | 作曲            |
| ---- | ---------- | --------------- | --------------- |
| 1    | 作對       | 管啟源、林逸欣  | 京延            |
| 2    | 我是個騙子 | 林逸欣          | 林逸欣          |
| 3    | 公主沒病   | 林逸欣、深白色  | 孫藝澄          |
| 4    | 目送       | 林逸欣、深白色  | 林逸欣          |
| 5    | 無所謂     | 木蘭號aka陳韋伶 | 木蘭號aka陳韋伶 |
| 6    | 喔！是嗎？ | 林逸欣、深白色  | 林逸欣、深白色  |
| 7    | 接招       | 沙維琪          | 沙維琪          |
| 8    | 憑什麼     | 林逸欣          | 陳冠甫          |
| 9    | 一個人看海 | 林逸欣          | 林逸欣          |
| 10   | 蒲公英     | 林逸欣          | 林逸欣          |

## 音樂錄影帶
| 歌名       | 首播日期（Youtube） | 附註   |
| ---------- | ------------------- | ------ |
| 作對       | 2012年8月2日        | [ 12 ] |
| 公主沒病   | 2012年8月19日       | [ 13 ] |
| 我是個騙子 | 2012年8月29日       | [ 14 ] |
| 一個人看海 | 2012年11月7日       | [ 15 ] |
| 喔！是嗎？ | 2012年11月8日       | [ 16 ] |

## 資料來源
1. ↑  【林逸欣 / 作對】專輯簡介 （页面存档备份，存于） {中時電子報)
2. ↑  發專輯一週，專輯即登上銷售榜第一名 （页面存档备份，存于） (新浪娛樂 2012年8月14日)
3. ↑  .   [2012-11-21]. （原始内容存档于2016-09-24）.
4. ↑  .   [2012-11-21]. （原始内容存档于2019-03-12）.
5. ↑  .   [2012-11-21]. （原始内容存档于2016-10-01）.
6. ↑  .   [2012-11-21]. （原始内容存档于2019-03-12）.
7. ↑  林逸欣「公主沒病」MV獨家花絮照
8. ↑  .   [2012-11-22]. （原始内容存档于2019-03-12）.
9. ↑  .   [2012-11-21]. （原始内容存档于2012-09-03）.
10. ↑  .   [2012-11-21]. （原始内容存档于2019-03-12）.
11. ↑  .   [2012-11-21]. （原始内容存档于2019-03-12）.
12. ↑  .   [2012-11-20]. （原始内容存档于2016-04-15）.
13. ↑  .   [2012-11-20]. （原始内容存档于2016-09-23）.
14. ↑  .   [2012-11-20]. （原始内容存档于2019-03-12）.
15. ↑  .   [2012-11-20]. （原始内容存档于2016-04-10）.
16. ↑  .   [2012-11-20]. （原始内容存档于2019-03-12）.

## 外部連結
- Shara 林逸欣 官方Facebook （页面存档备份，存于）
- 喜歡音樂 Enjoy Music 官方網站
- 林逸欣Shara官方YouTube頻道 （页面存档备份，存于）